# Barings Bank
Barings Bank (Банк братьев Бэринг, 1762—1995) — британский банк, базировавшийся в Лондоне, являлся одним из старейших торговых банков мира (вторым после Berengberg Bank) до своего краха, вызванного несанкционированными действиями одного из банковских служащих в 1995 году.

## История

### 1765—1890[1]
В 1762 году сыновья немецкого иммигранта родом из Бремена Йохана Баринга (John Baring, 1697—1748), который занимался торговлей шерстью в Эксетере, основали компанию под названием «Компания Джона и Фрэнсиса Баринга» (John and Francis Baring Company). Компания была основана Фрэнсисом Барингом и его старшим братом Джоном, который, впрочем, принимал довольно пассивное участие в бизнесе. Начав с торговли шерстью, бизнес Барингов перешёл и на продажу других товаров, также предоставляя финансовые услуги, востребованные в стремительно развивавшейся сфере международной торговли. К 1790 году Баринги значительно расширились как успехами Фрэнсиса в Лондоне, так и во взаимовыгодном сотрудничестве с амстердамскими банкирами из банка «Хоуп и Ко.» (Hope & Co.)
В 1800 году Джон отошёл от дел, и компанию переименовали в «Фрэнсис Баринг и Ко.» (Francis Baring and Co.) Новыми партнёрами Фрэнсиса стали его старший сын Томас и зять Чарльз Уолл. В 1802 году Баринги и «Хоуп и Ко.» были выбраны для финансовой поддержки при осуществлении самой масштабной сделки с недвижимостью в мировой истории — Луизианской покупки. Сделка была проведена несмотря на то, что Британская империя находилась в войне с Францией, а сделка напрямую финансировала военную кампанию Наполеона. С юридической точки зрения Соединённые Штаты купили Луизиану не у Наполеона, а у Барингов и Хоупов. После выплаты 3 млн долларов золотом, остаток суммы был предоставлен облигациями США, которые Наполеон со скидкой в 12,5 % продал банку Барингов. Александр, второй сын Фрэнсиса, работавший на банк Хоупов, совершил сделку в Париже с главой французского казначейства, а затем отправился в Америку, где забрал облигации и затем доставил их во Францию.
С 1803 года активная роль в управлении банком стала переходить от Фрэнсиса к его детям, к Томасу добавились младшие братья Александр и Генри. В 1804 году компанию переименовали в «Братья Баринги и Ко.» (Baring Brothers & Co.). С этим названием компания оставалась до 1890 года. Наследники трёх братьев сохранили ведущую роль в руководстве банка.
Упадок бизнеса и отсутствие настоящего лидера в 1820-х годах вынудил Барингов уступить свою доминирующую позицию в Лондоне конкурирующей фирме Ротшильдов. Тем не менее, Баринги оставались могущественной фирмой, и в 1830-х годах под руководством Томаса (сына Томаса Баринга) и его нового партнёра из Америки Джошуа Бейтса, начали отвоёвывать свои позиции. Дж. Бейтс отстаивал смещение сферы влияния Барингов с Европы на американский континент, предвидя перспективные возможности Дикого Запада. В 1832 году Баринги открыли офис в Ливерпуле, деятельность которого сконцентрировалась на новых северо-американских возможностях. В 1843 году Баринги стали эксклюзивным агентом для правительства США. На этой позиции банк продержался до 1871 года.
Далее Баринги были задействованы британским премьер-министром Робертом Пилем в обеспечении «индейским зерном» (кукурузой) ирландских граждан в период массового голода в Ирландии (1845—1849), вызванного неурожаем картофеля.
В 1851 году Баринги и Бейтс обзавелись ещё одним американским партнёром — Расселом Стургисом. Несмотря на затруднения, связанные с симпатиями Стургиса рабовладельческому Югу в годы гражданской войны в Америке, он доказал свои банкирские способности, а после смерти Бейтса в 1864 году, в значительной мере обрёл лидерство в управлении делами фирмы. В 1850-х и 1860-х годах доход банку обеспечивала выдача кредитов на развитие бизнеса. В 1856 году в бизнес вошёл племянник Томаса Баринга Эдвард, сын Генри Баринга. К 1870-м годам с превосходными деловыми качествами Эдварда банк Барингов всё более осваивался на рынке международных ценных бумаг, в частности, работая с США, Канадой и Аргентиной. Баринги осмотрительно и успешно делали финансовые вложения во время активного развития железнодорожной сети в США, последовавшего за завершением гражданской войны.
В конце 1880-х риски в андеррайтинге привели фирму к серьёзным неприятностям, вызванным переоценкой аргентинских и уругвайских кредитов. В 1890 году президент Аргентины был вынужден подать в отставку, страна была близка к объявлению дефолта. Кризис продемонстрировал уязвимость положения банка Барингов, у которого не оказалось достаточно большого резервного фонда для поддержки аргентинских облигаций до того момента, когда в стране будет восстановлен порядок. Банк был спасён от банкротства консорциумом, учреждённым управляющим Банком Англии, У. Лиддердейлом (англ. William Lidderdale). Последовавшая суматоха в финансовом мире известна как паника 1890 года.

### 1891—1929[1]
Хотя помощь консорциума предотвратила вероятный всемирный финансовый коллапс, Баринги уже никогда не смогли вернуть своей доминирующей позиции. Было сформировано общество с ограниченной ответственностью «Братья Баринги и Ко. лимитед» (Baring Brothers & Co., Ltd.), к которому перешла жизнеспособная часть старого партнёрства. Активы старого банкирского дома и нескольких партнёров были переданы консорциуму в рамках уплаты долга и ещё десять лет понадобилось банку для того, чтобы полностью выплатить остаток долга.
Бизнес Барингов сконцентрировался на международных облигациях США и Аргентины. Сдержанная политика под руководством сына Эдварда — Джона Баринга — привлекла внимание британского истеблишмента. Компания наладила взаимоотношения с королём Георгом V, начав таким образом близкие отношения с британской монархией, которые сохранились вплоть до краха банка Барингов в 1995 году. Принцесса Диана была праправнучкой одного из членов семьи Барингов. Потомки пяти ветвей из семейного древа Барингов удостаивались звания пэра: барон Ревелсток, граф Нортбрук, барон Ашбертон, барон Ховик Глендейлский, граф Кромер. Умеренная политика компании стоила банку преимущества в мире финансов, однако позднее обернулась дивидендами, когда ей было предоставлено право на финансирование восстановления Германии от последствий Первой мировой войны, в то время, как другие британские банки несли болезненные потери под натиском Великой депрессии.

### 1929—1995
В годы Второй мировой войны британское правительство использовало Барингов при ликвидации своих активов в США и других странах для финансирования военных издержек. После войны другие банкирские дома обогнали банк Барингов и по размеру, и по влиянию, но он оставался важным игроком на рынке вплоть до 1995 года.

## Крах 1995 года
Несмотря на пережитые Великую депрессию и две мировые войны, в 1995 году бизнес Барингов был уничтожен несанкционированными действиями главы сингапурского отдела деривативных продаж Ником Лисоном (англ. Nick Leeson).
Обязанностями Лисона был арбитраж в целях получения дохода на разницах цен на фьючерсные контракты индекса Nikkei 225 между Осакской биржей ценных бумаг в Японии и биржей SIMEX в Сингапуре. Подобный арбитраж включает скупку фьючерсов на одном рынке с одновременной продажей их на другом рынке по более выгодной цене. Поскольку все участники рынка пытаются получить прибыль от подобной разницы в цене на публичных торгах фьючерсными контрактами, прибыль от арбитражных сделок довольно мала. Для получения заметной прибыли объёмы продаж должны быть весьма значительными. Сделки по купле на одном рынке и продаже на другом осуществляются практически одномоментно, поэтому такая стратегия не содержит больших рисков, кроме того применяется хеджирование. Безусловно, подобные сделки не могут привести банк к банкротству. К примеру, трейдер покупает фьючерсы на Nikkei на 100 млн долларов и в это же время продаёт их в Сингапуре за 100 001 000 долларов. Несмотря на то, что объем продаж трейдера (оборот) в этот день около 200 млн, его прибыль лишь одна тысяча долларов с 100 млн.
Вместо того, чтобы придерживаться этой одобренной руководством стратегии, Ник Лисон покупал фьючерсы, а затем придерживал их, выжидая более выгодного курса. Если следовать этой стратегии, даже небольшой процент изменения цен на фьючерсы может принести миллионный доход либо убыток.
Согласно показаниям управляющего Банком Англии Эдварда Джорджа (Eddie George), Лисон начал поступать подобным образом в конце января 1992 года. Вследствие череды внутренних и внешних событий, его нехеджированные потери быстро росли.

### Внутренний аудит
В организационной структуре сингапурского подразделения банка Барингов Ник Лисон занимал одновременно две руководящие позиции. С одной стороны, он являлся генеральным управляющим сингапурского филиала Barings Futures, ответственным за операции банка на бирже Simex, с другой — руководителем бэк-офиса, который осуществляет учет и независимые проверки результатов торговых операций. Очевидно, что эти две должности не должны совмещаться одним человеком. Фактически Лисон мог действовать от лица компании без какого-либо надзора из Лондона. После краха банка некоторые аналитики, включая и самого Лисона, переложили большую часть вины на недостатки банковского внутреннего аудита и риск-менеджмента.

### Махинации
В отсутствие внешнего надзора Лисону оказались доступны спекулятивные игры на рынке фьючерсного арбитража в сингапурском офисе Barings Futures с прикрытием недостач в отчётности центральному офису в Лондоне. В частности, Лисон создал специальный ошибочный счёт в банке под номером 88888 для того, чтобы воспрепятствовать отправке ежедневных отчётов о торгах в лондонский офис. По уверениям Лисона, впервые счёт был задействован им, когда одна из его коллег купила контракты, вместо того, чтобы их продать, нанеся таким образом ущёрб банку в £20 000.
К декабрю 1994 года накопившиеся долги Лисона стоили банку 200 млн фунтов стерлингов. В декларации, отправленной им в британский налоговый орган (англ. HM Revenue and Customs) был заявлен доход в £102 млн. Если бы в то время компания раскрыла реальное финансовое положение, банкротства можно было бы избежать, поскольку у Барингов всё ещё оставалось 350 млн фунтов капитала.

### Землетрясение в Кобе
Используя скрытый счет 88888, Лисон начал агрессивные торги фьючерсами и опционами на сингапурской бирже SIMEX. Его действия привели к потере значительных сумм, однако он использовал деньги, которые имели дочерние подразделения банка на своих собственных счетах. Лисон фальсифицировал записи торгов в компьютерной базе банка и использовал деньги, предназначенные для выплат по другим сделкам. Со стороны выглядело, будто бы Лисон приносит значительный доход банку. Удача отвернулась от трейдера 17 января 1995 года, когда японский город Кобе был разрушен сильнейшим землетрясением. Последовало падение азиатского финансового рынка. Лисон сделал неудачную ставку на быстрое восстановление индекса Nikkei.

### Раскрытие махинаций
23 февраля 1995 года Лисон вылетел из Сингапура в Куала-Лумпур, аудиторы банка Барингов наконец раскрыли мошенничество. Примерно в это же время руководитель Лисона Питер Баринг получил от него покаянную записку. Деятельность трейдера привела к потере банком 827 млн фунтов стерлингов (1,3 млрд долларов), что в два раза превысило его собственный капитал. Крах банка вылился в потерю ещё 100 млн фунтов. Банк Англии пытался спасти положение, но попытка не увенчалась успехом. 26 февраля была объявлена неплатежеспособность банка Барингов. В этот же день Банком Англии было инициировано расследование, возглавленное Канцлером казначейства Великобритании, результаты опубликованы 18 июля 1995 года.

### Последствия
В 1995 году нидерландская финансовая группа ING купила банк Барингов за символическую сумму в £1, приобретя все его задолженности, и создав дочернюю компанию ING Barings. В 2001 году ING продал американскую долю бизнеса Барингов компании ABN Amro за 275 млн долларов, а оставшуюся часть ING Barings переподчинил своему европейскому подразделению.